# Saison 1 de Classe des Titans
Cette page présente le guide des épisodes de la première saison de la série télévisée Classe des Titans. Les trois premiers épisodes se trouvent sur DVD, de même que les trois suivant et un nouveau DVD est sorti en décembre 2008 contenant 13 épisodes de la saison 1.